# Ilha do Guajirú
A Ilha do Guajirú é o nome pelo qual é conhecida uma península formada por uma pequena faixa de areia localizada no município de Itarema, Ceará. Essa faixa de areia está separada do continente por uma lagoa de água salgada, sem ondas, com média de um metro de profundidade, o que torna a praia ideal para prática de kitesurf. Com ventos constantes durante 8 meses do ano e um extenso "lago" formado na maré cheia é considerado um bom local para prática do kitesurf "flat", ou seja, praticado em águas com ondas pequenas.
É um dos pontos turísticos mas visitados de Itarema, recebendo turistas especialmente durante a alta temporada. Embora não existam construções na "ilha", a Praia da Barra, que está no continente, possui hotéis, pousadas e barracas de praia. A ilha é propriedade da Marinha do Brasil, por isso não existem barracas na ilha, nem nenhum outro tipo de construção.
Está localizada a 220 quilômetros ao norte de Fortaleza. A partir da capital cearense, usa-se a CE-085 para chegar à sede do município de Itarema, depois segue pela Avenida Via Costeira até chegar a Praia da Barra, depois a ilha só é acessível de barco.